# Algöt
Algöt var enligt Ynglingasagan kung av Västergötland. Han gifte bort sin dotter Göthild till sveakungen Ingjald Illråde men blev sedermera innebränd av denne tillsammans med några andra kungar, varvid Ingjald lade under sig deras riken. Västergötland kom därför att bli en del av svearnas rike.